# Vladislav Fasan
Vladislav Fasan, slovenski inženir gozdarstva, * 20. december 1875, Grčarice, † 23. julij 1963, Ljubljana.

## Življenje in delo
Leta 1897 je diplomiral na Visoki šoli za kmetijstvo in gozdarstvo na Dunaju. Po diplomi je služboval na gozdni upravi v Radovljici in na gozdnotehnični sekciji za urejanje hudournikov v Beljaku. V letih 1902−1909 je bil gozdni nadzornik pri Deželnem namestništvu za Dalmacijo v Zadru, kjer je uspešno saniral zamočvirjena in z malarijo okužena zemljišča. Od 1921 do 1933 pa je vodil gozdnotehnični odsek za urejanje hudournikov v Ljubljani.